# Liste der Biografien/Mein
Liste der Biografien |
Portal Biografien |
Personensuche
# |
A |
B |
C |
D |
E |
F |
G |
H |
I |
J |
K |
L |
M |
N |
O |
P |
Q |
R |
S |
T |
U |
V |
W |
X |
Y |
Z |
?
 
Ma |
Mb |
Mc |
Md |
Me |
Mf |
Mg |
Mh |
Mi |
Mj |
Mk |
Ml |
Mm |
Mn |
Mo |
Mp |
Mq |
Mr |
Ms |
Mt |
Mu |
Mv |
Mw |
Mx |
My |
Mz
 
Mea–Mee |
Mef |
Meg |
Meh |
Mei |
Mej |
Mek |
Mel |
Mem |
Men |
Meo |
Mep |
Mer |
Mes |
Met |
Meu |
Mev |
Mew |
Mex |
Mey |
Mez
 
Meib |
Meic |
Meid |
Meie |
Meif |
Meig |
Meih |
Meij |
Meik |
Meil |
Meim |
Mein |
Meip |
Meir |
Meis |
Meit |
Meiu |
Meiw |
Meix |
Meiz
Die Liste der Biografien führt alle Personen auf, die in der deutschsprachigen Wikipedia einen Artikel haben. Dieses ist eine Teilliste mit 361 Einträgen von Personen, deren Namen mit den Buchstaben „Mein“ beginnt.

## Mein
- Mein, Georg (* 1970), deutscher Literaturwissenschaftler und Universitätsprofessor
- Mein, Hannie (1933–2003), niederländische Malerin und Keramikerin
- Mein, Heinrich Friedrich Georg (1799–1864), deutscher Apotheker
- Mein, John Gordon (1913–1968), US-amerikanischer Diplomat
- Mein, Thomas (* 1999), britischer Radrennfahrer

### Meina
- Meinadier, Pierre (1811–1896), französischer Politiker
- Meinander, Marina (* 1967), finnische Autorin und Dramaturgin
- Meinander, Nils (1910–1985), finnischer Politiker, Mitglied des Reichstags, stellvertretender Ministerpräsident und Finanzminister
- Meinardus, Alexander (1843–1891), deutscher Bildhauer
- Meinardus, Dietrich (1804–1871), deutscher Bildhauer und Steinmetz des Historismus in Düsseldorf
- Meinardus, Günter (1926–2007), deutscher Mathematiker
- Meinardus, Horst (* 1941), deutscher Kirchenmusiker und Dirigent
- Meinardus, Ludwig (1827–1896), deutscher Komponist und Musikschriftsteller
- Meinardus, Mike, Spezialeffektkünstler
- Meinardus, Otto (1854–1918), deutscher Historiker, Archivar und Herausgeber
- Meinardus, Otto F. A. (1925–2005), deutscher evangelischer Theologe, Koptologe und Archäologe
- Meinardus, Wilhelm (1867–1952), deutscher Geograph
- Meinarte, Anita (* 1955), lettische Historikerin und Museumsleiterin

### Meinb
- Meinberg, Adolf (1893–1955), deutscher Arbeiterführer und Publizist
- Meinberg, Béla (* 1995), deutscher Jazzmusiker (Piano)
- Meinberg, Eckhard (1944–2023), deutscher Sportpädagoge, Hochschullehrer
- Meinberg, Karl (* 1889), deutscher Musik- und Lieder-Komponist, Organist und Gymnasiallehrer, Kirchenmusik-Dirigent und -Chorleiter, Autor und Herausgeber
- Meinberg, Sebastian (* 1982), deutscher Fernsehmoderator und -redakteur
- Meinberg, Stephan, deutscher Jazz-Trompeter
- Meinberg, Torsten (* 1960), deutscher Verwaltungsjurist und Bezirksamtsleiter
- Meinberg, Wilhelm (1898–1973), deutscher Politiker (NSDAP, DRP), MdR, MdL

### Meinc
- Meinck, Willi (1914–1993), deutscher Schriftsteller
- Meincke, Ernst (* 1942), deutscher Schauspieler und SynchronsprecherErnst Meincke (* 1942)

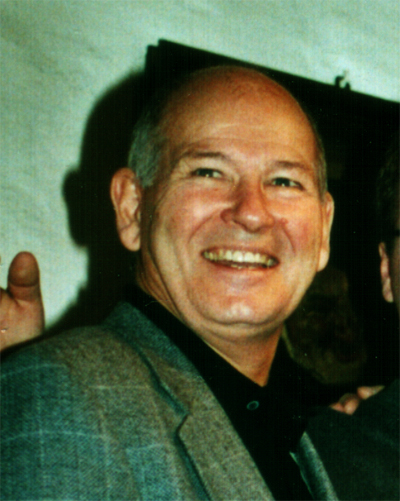
Ernst Meincke (* 1942)

- Meincke, Hannelore (* 1948), deutsche Volleyballspielerin
- Meincke, Hilmar (1710–1771), deutscher Kaufmann
- Meincke, Ivâna (* 1995), grönländische Handballspielerin
- Meincke, Jens Peter (* 1935), deutscher Rechtswissenschaftler
- Meincke, Peter (* 1953), deutscher Musikpädagoge und Dirigent
- Meincke-Nagy, Annette (* 1965), deutsche Bildhauerin

### Meind
- Meindaerts, Petrus Johannes (1684–1767), niederländischer alt-katholischer Erzbischof von Utrecht
- Meindel, Franz (1902–1983), deutscher Straßenbaumeister und Senator (Bayern)
- Meinders, Fleur (* 2001), niederländische Volleyballspielerin
- Meinders, Franz von (1630–1695), kurbrandenburger Minister unter Friedrich Wilhelm und Friedrich
- Meinders, Hermann Adolph (1665–1730), deutscher Jurist, Geschichtsschreiber und Historiker
- Meindl, Alfons (1929–2006), deutscher Unternehmer
- Meindl, Anton (* 1905), sudetendeutscher Jurist und Landrat
- Meindl, Dieter (1941–2022), deutscher Amerikanist und Hochschullehrer
- Meindl, Eugen (1892–1951), deutscher General der Fallschirmtruppe im Zweiten WeltkriegEugen Meindl (1892–1951)

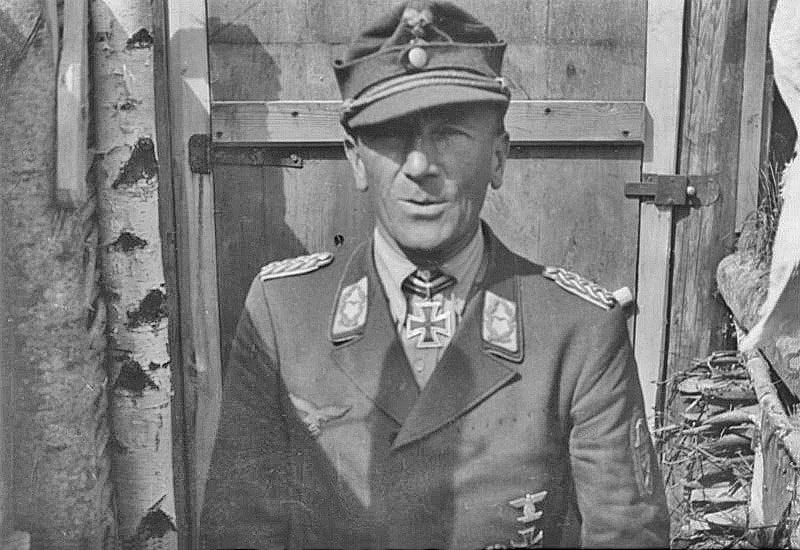
Eugen Meindl (1892–1951)

- Meindl, Eva, österreichische Sängerin (Mezzosopran)
- Meindl, Felix (1882–1956), deutscher Kommunalpolitiker und Justizoberinspektor
- Meindl, Florian (* 1985), österreichischer DJ und Produzent
- Meindl, Georg (* 1899), österreichischer Unternehmer sowie Wehrwirtschafts- und SS-Führer
- Meindl, Johann Georg (1682–1767), Aufrührer und Anführer der Bayerischen Volkserhebung
- Meindl, Josef (1862–1950), deutscher Unternehmer
- Meindl, Jürgen (* 1965), österreichischer Jurist und Diplomat
- Meindl, Konrad (1844–1915), österreichischer Theologe, römisch-katholischer Priester, Augustiner-Chorherr, Propst vom Stift Reichersberg, Lokalhistoriker, Bibliothekar, Denkmalpfleger
- Meindl, Rüdiger (1940–2002), deutscher Radrennfahrer
- Meindlschmid, Petr (* 2006), tschechischer Weitspringer

### Meine
- Meine, August (1916–1996), deutscher Jurist und SS-Führer
- Meine, Hartmut (* 1952), deutscher Gewerkschafter
- Meine, Helmut (1929–2016), deutscher Kommunalpolitiker, Historiker und Ortschronist
- Meine, Klaus (* 1948), deutscher Sänger und Komponist der Hard-Rock-Formation ScorpionsKlaus Meine (* 1948)

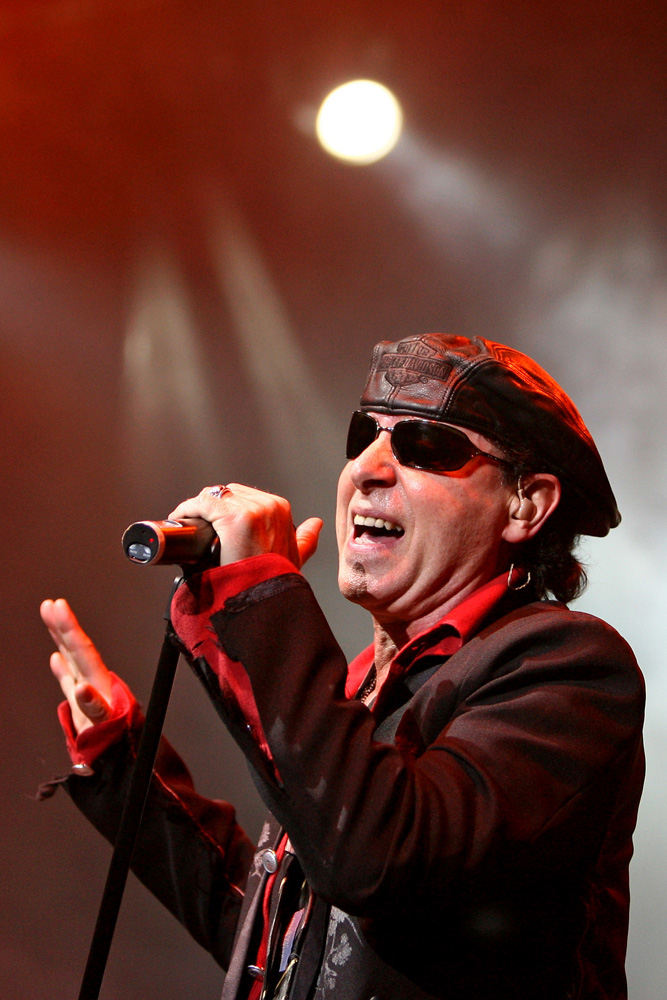
Klaus Meine (* 1948)

- Meine, Ole (* 1970), deutscher American-Football-Spieler
- Meinecke, Carl (1873–1949), deutscher Chemiker, Elektrotechniker und Unternehmer, Industrieller in Schlesien und Hannover
- Meinecke, Friedel (* 1943), deutscher Politiker (SPD), MdL
- Meinecke, Friedrich (1862–1954), deutscher Historiker und Universitätsprofessor
- Meinecke, Friedrich (1873–1913), deutscher Bildhauer
- Meinecke, Fritz (* 1989), deutscher Webvideoproduzent, Abenteurer und Urban ExplorerFritz Meinecke (* 1989)

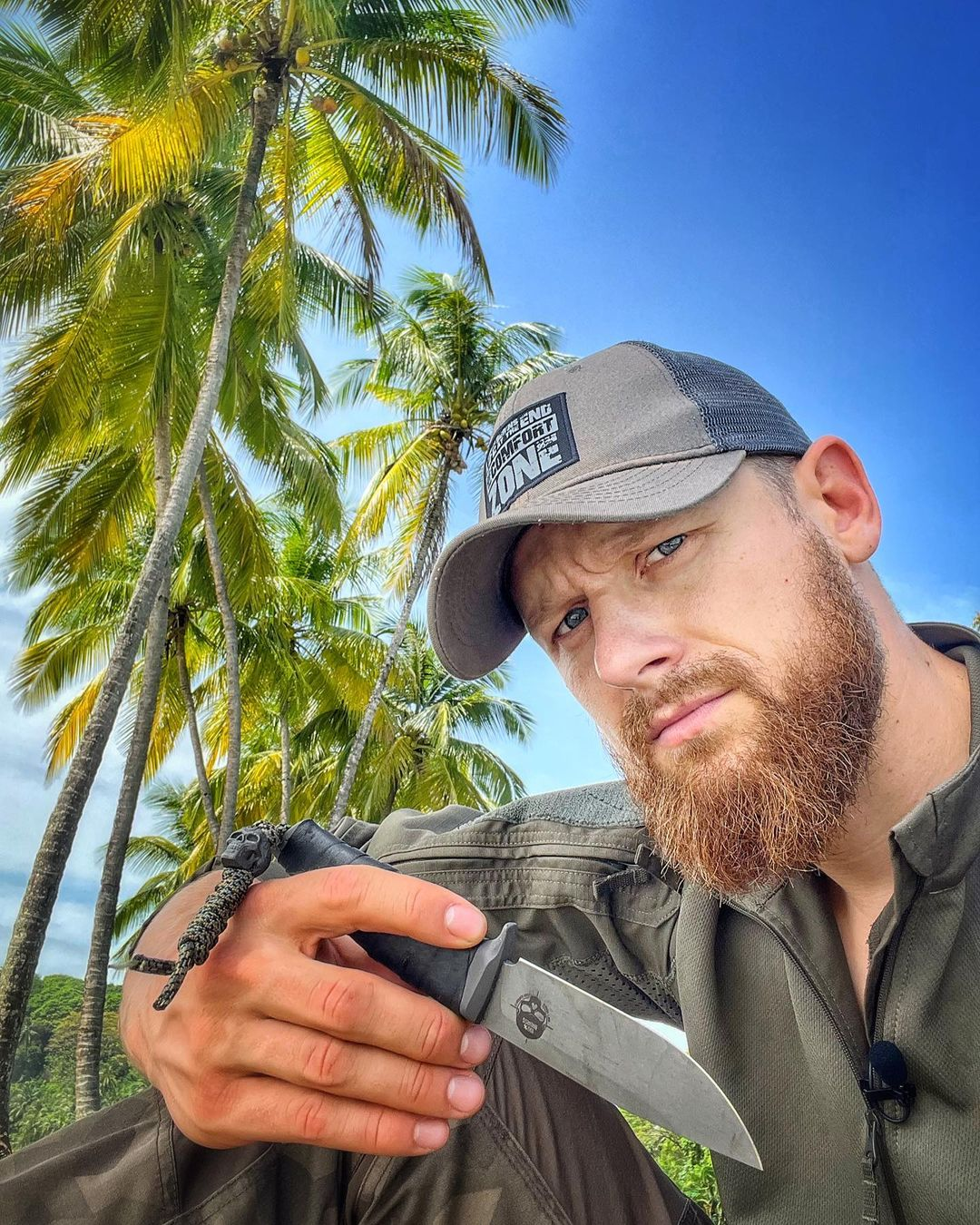
Fritz Meinecke (* 1989)

- Meinecke, Gustav (1854–1903), deutscher Publizist, Zeitschriftenherausgeber und Verleger
- Meinecke, Hans-Peter (* 1944), deutscher Politiker (SPD), MdL
- Meinecke, Jacob (* 1994), deutscher Schauspieler
- Meinecke, Johann Christoph (1722–1790), deutscher evangelisch-lutherischer Theologe, Naturforscher und Heimatforscher
- Meinecke, Johann Ludwig Georg (1781–1823), deutscher Chemiker, Mineraloge und Hochschullehrer
- Meinecke, Katharina (* 1960), deutsche Schauspielerin
- Meinecke, Katharina (* 1979), deutsche Klassische Archäologin
- Meinecke, Michael (1941–1995), deutscher Islamwissenschaftler
- Meinecke, Rolf (1917–1984), deutscher Arzt und Politiker (SPD), MdHB, MdB
- Meinecke, Rudolf (1817–1905), deutscher Verwaltungsjurist und Finanzstaatssekretär
- Meinecke, Thomas (* 1955), deutscher Musiker, Autor und DJ
- Meinecke, Tore (* 1967), deutscher Tennisspieler
- Meinecke, Ulla (* 1953), deutsche SängerinUlla Meinecke (* 1953)

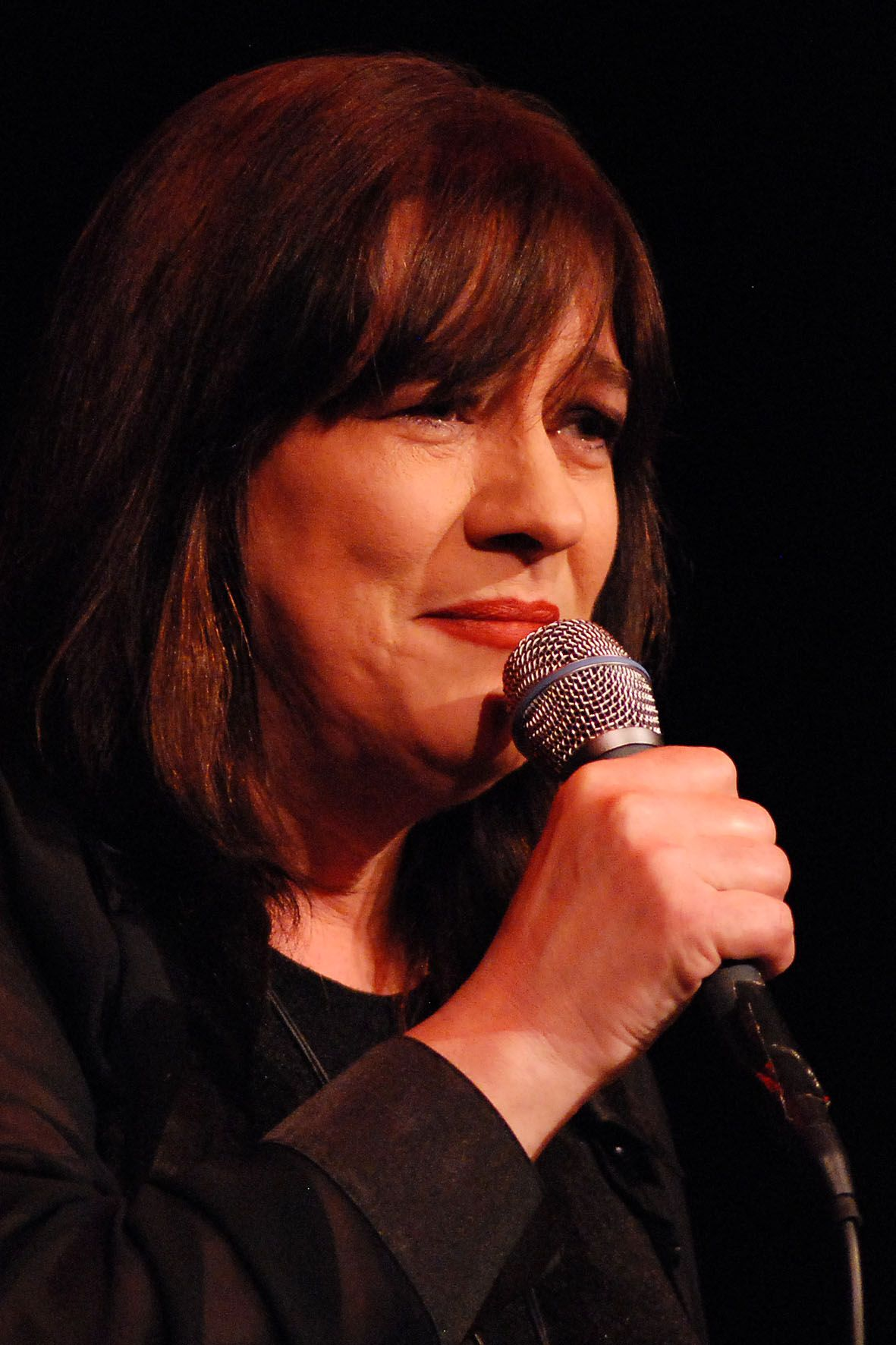
Ulla Meinecke (* 1953)

- Meinecke, Werner (1910–1971), deutscher evangelischer Theologe und Friedensaktivist
- Meineke, August (1790–1870), deutscher Altphilologe
- Meineke, Birgit (* 1956), deutsche Germanistin und Namensforscherin
- Meineke, Birgit (* 1964), deutsche Schwimmerin
- Meineke, Christoph (* 1979), deutscher Kommunalpolitiker (parteilos), Bürgermeister
- Meineke, Don (1930–2013), US-amerikanischer Basketballspieler
- Meineke, Ecco (* 1961), deutscher Kabarettist, Musiker und Autor
- Meineke, Eckhard (* 1953), deutscher Sprachwissenschaftler und Hochschullehrer
- Meineke, Eva Maria (1923–2018), deutsche Film-, Bühnen- und Fernsehschauspielerin
- Meineke, Felix (1877–1955), deutscher Eisenbahningenieur und Hochschullehrer
- Meineke, Hans (1889–1960), deutscher Manager, Politiker (BDV, FDP) und Bremer Senator
- Meineke, Johann Heinrich Friedrich (1745–1825), deutscher Theologe und Schulrektor
- Meineke, Klaus (* 1950), deutscher Handballtrainer und -spieler
- Meinel, Aden (1922–2011), US-amerikanischer Astronom
- Meinel, Arno (1899–1975), deutscher Pädagoge, Maler und Grafiker
- Meinel, August (1868–1961), schweizerischer Geigenbauer
- Meinel, Christa (1938–2017), deutsche Skirennläuferin
- Meinel, Christel (* 1957), deutsche Skilangläuferin
- Meinel, Christian Gottlob (1812–1891), sächsischer Volksschullehrer und Politiker, MdL (Königreich Sachsen)
- Meinel, Christoph (* 1949), deutscher Wissenschaftshistoriker
- Meinel, Christoph (* 1954), deutscher Informatiker, Hochschullehrer und Universitätsgründer
- Meinel, Dieter (* 1949), deutscher Skilangläufer
- Meinel, Edith (1911–2003), deutsch-österreichische Schauspielerin
- Meinel, Edmund (1864–1943), deutscher Unternehmer und Politiker (DVP), MdL
- Meinel, Eugen August (1819–1852), deutscher Mediziner
- Meinel, Finn (* 1967), grönländischer Jurist und Sportfunktionär
- Meinel, Florian (* 1981), deutscher Rechtswissenschaftler und HochschullehrerFlorian Meinel (* 1981)

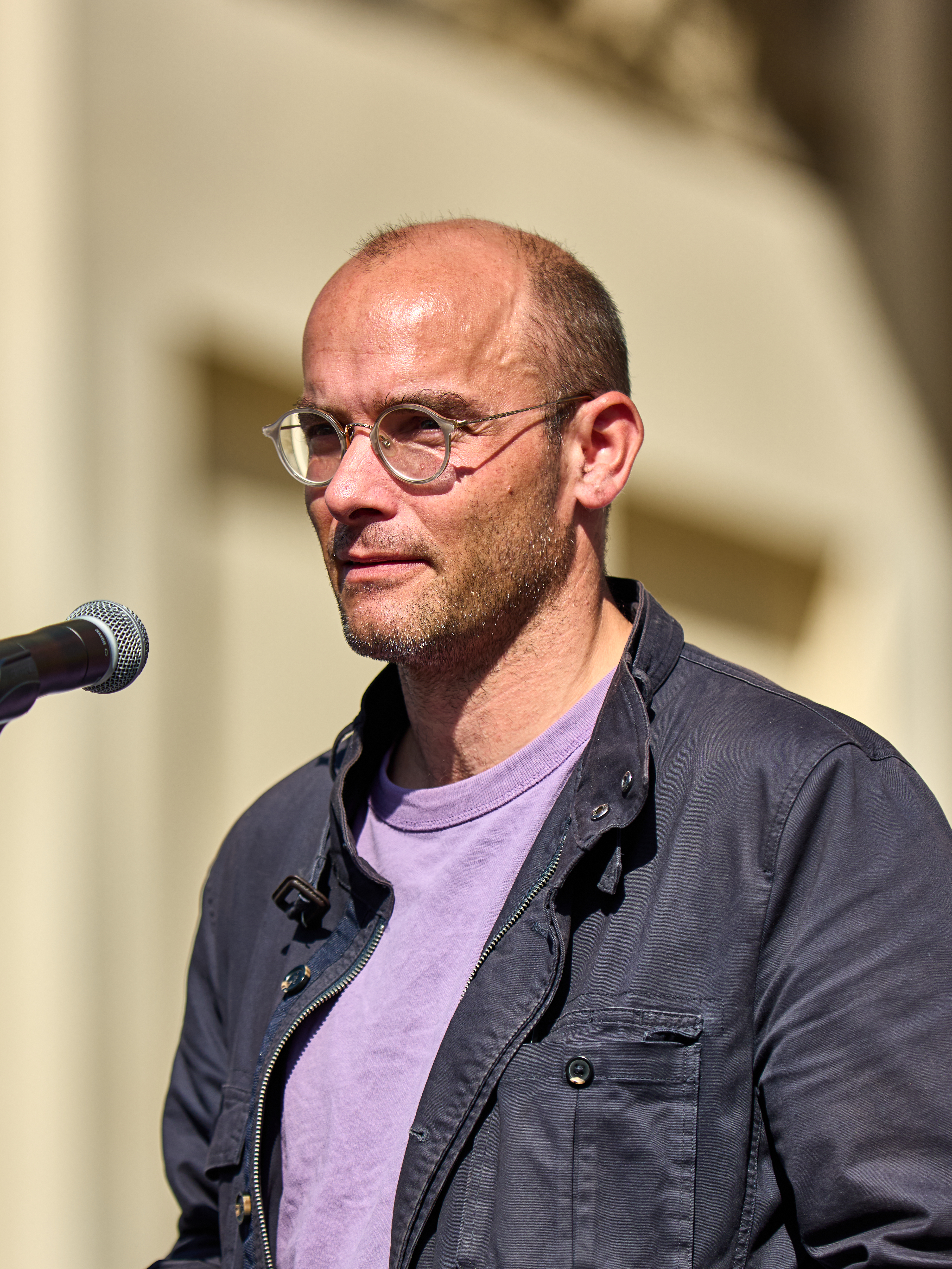
Florian Meinel (* 1981)

- Meinel, Friederike (* 1974), deutsche Opernsängerin (Sopran/Mezzosopran)
- Meinel, Friedrich († 1911), deutscher Spielzeugfabrikant
- Meinel, Friedrich August (1827–1902), deutscher Flötist, Kammermusiker und Musikpädagoge
- Meinel, Friedrich Wilhelm (1791–1879), deutscher evangelischer Pfarrer und Politiker
- Meinel, Gabriele (* 1956), deutsche Mittel- und Langstreckenläuferin
- Meinel, Günter (* 1938), deutscher nordischer SkisportlerGünter Meinel (* 1938)

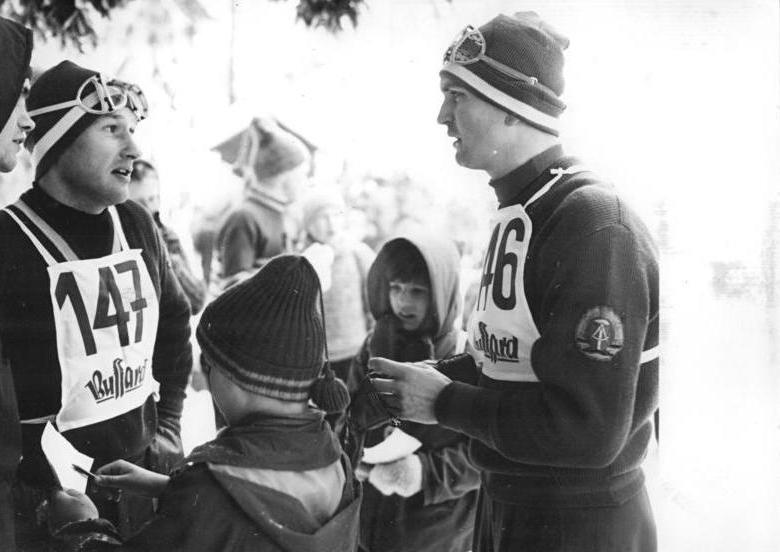
Günter Meinel (* 1938)

- Meinel, Helmar (* 1928), deutscher Journalist und Autor
- Meinel, Helmfried (* 1954), deutscher politischer Beamter (Bündnis 90/Die Grünen)
- Meinel, Johann Christoph († 1772), deutscher Orgelbauer
- Meinel, Karl August (1877–1957), deutscher Major der Wehrmacht während des Zweiten Weltkriegs
- Meinel, Kurt (1898–1973), deutscher Sportwissenschaftler
- Meinel, Maria (* 1972), deutsche Übersetzerin, Autorin, Lektorin und Dozentin
- Meinel, Matthias (* 1977), deutscher Basketballspieler
- Meinel, Paul (1865–1928), Schweizer Geigenbauer
- Meinel, Petra Gabriele (1951–2001), deutsche Sprachtherapeutin sowie Fachbuch- und Funkautorin
- Meinel, Reinhard (* 1958), deutscher Physiker und Astrophysiker
- Meinel, Rico (* 1974), deutscher Skispringer
- Meinel, Wilhelm von (1865–1927), deutscher Jurist und Politiker
- Meinelt, Carl (1825–1900), deutscher Porzellanmaler und Aquarellist
- Meinema, Jenne (1931–2020), niederländischer Jazz- und Unterhaltungsmusiker (Saxophone)
- Meinen, Insa (* 1963), deutsche Historikerin
- Meinen, Maria (1905–1992), Schweizer Schriftstellerin und Tänzerin
- Meinen, Olaf (* 1967), deutscher Kommunalpolitiker und Landrat
- Meinen, Sönke (* 1991), deutscher Musiker (Gitarre, Komposition)
- Meinen, Susanna (* 1992), Schweizer Biathletin und Skilangläuferin
- Meiner, Arthur (1865–1952), deutscher Buchhändler und Verleger
- Meiner, Felix (1883–1965), deutscher Verleger
- Meiner, Johannes (1867–1941), Fotograf
- Meiner, Sascha (* 1988), deutscher Handballspieler
- Meiners, Antonia (* 1943), deutsche Kulturwissenschaftlerin, Autorin und Lektorin
- Meiners, Bernd (* 1952), deutscher Fotograf und Kameramann
- Meiners, Christoph (1747–1810), deutscher PhilosophChristoph Meiners (1747–1810)

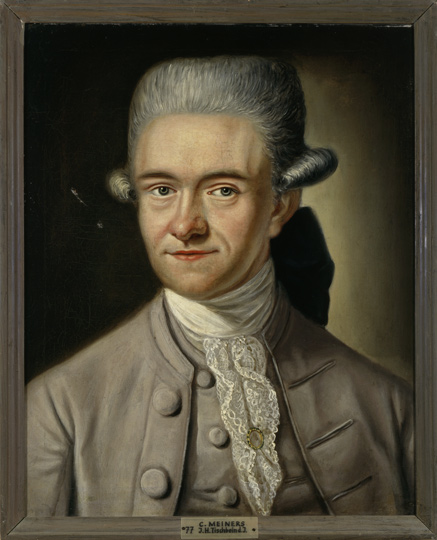
Christoph Meiners (1747–1810)

- Meiners, Danny (* 1979), deutscher Politiker (AfD), Bundestagsabgeordneter
- Meiners, Eduard (1691–1752), deutscher reformierter Theologe
- Meiners, Heinrich (1902–1980), deutscher Politiker (FDP), MdL
- Meiners, Heinz (* 1944), deutscher Fußballspieler
- Meiners, Hermann (* 1935), deutscher Physiker, zahnärztlicher Werkstoffkundler und emeritierter Hochschullehrer
- Meiners, Jörn (* 1973), deutscher Ju-Jutsuka
- Meiners, Josef (1931–2020), deutscher Kommunalpolitiker (CDU)
- Meiners, Maarten (* 1992), niederländischer Skirennläufer
- Meiners, Meike (* 1961), deutsche Schauspielerin und Hörspielsprecherin
- Meiners, Piet (1857–1903), niederländischer Maler, Radierer, Zeichner und Aquarellist
- Meiners, Uwe (* 1952), deutscher Volkskundler
- Meiners, Werner (* 1946), deutscher Pädagoge, Historiker und Autor
- Meinert Nielsen, Peter (* 1966), dänischer Radrennfahrer
- Meinert, Carmen (* 1969), deutsche Religionswissenschaftlerin
- Meinert, Carsten (* 1977), deutscher Rechtswissenschaftler
- Meinert, Franz (1905–1975), deutscher Kriminologe, Staatsanwalt, Buchautor und Leiter des Bayerischen Landeskriminalamts
- Meinert, Frederik Vilhelm August (1833–1912), dänischer Entomologe
- Meinert, Günther (1912–1988), deutscher Archivar und Historiker
- Meinert, Hartmut (* 1951), deutscher Fußballspieler
- Meinert, Hermann (1894–1987), deutscher Archivar und Historiker
- Meinert, John (1886–1946), namibischer Geschäftsmann und Bürgermeister
- Meinert, Joseph Georg (1773–1844), österreichischer Philosoph, Autor und Volksliedersammler
- Meinert, Maren (* 1973), deutsche FußballspielerinMaren Meinert (* 1973)

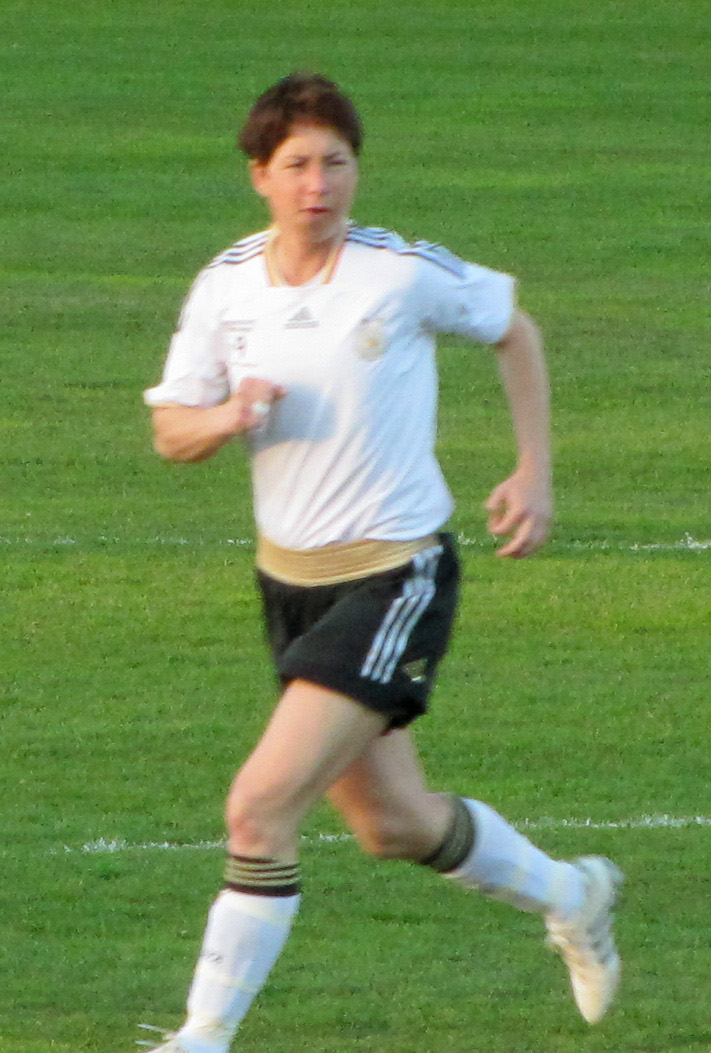
Maren Meinert (* 1973)

- Meinert, Niklas (* 1981), deutscher Hockeyspieler
- Meinert, Rudolf (1882–1943), österreichischer Schauspieler, Filmregisseur und Filmproduzent
- Meinert, Wilfried (* 1922), deutscher Fußballspieler
- Meinert, Wolfram (1947–2016), deutscher Fußballspieler
- Meinertshagen, Frank (* 1968), deutscher Basketballspieler und -funktionär
- Meinertz, Friedrich (1919–1964), deutscher Humanmediziner und Heilpädagoge
- Meinertz, Gustav (1873–1959), deutscher katholischer Priester in Köln
- Meinertz, Max (1880–1965), deutscher römisch-katholischer Theologe und Neutestamentler
- Meinertz, Thomas (* 1944), deutscher Kardiologe
- Meinertzhagen, Daniel (1733–1807), deutscher Kaufmann, Politiker und Bremer Ratsherr
- Meinertzhagen, Daniel (1801–1869), deutscher Kaufmann und englischer Kaufmann und Bankier
- Meinertzhagen, Gerwin, deutscher Jurist, Gesandter bei den Westfälischen Friedensverhandlungen
- Meinertzhagen, Josef (1916–2002), deutscher Schauspieler, Regisseur und Hörspielsprecher
- Meinertzhagen, Richard (1878–1967), britischer Offizier und VogelkundlerRichard Meinertzhagen (1878–1967)

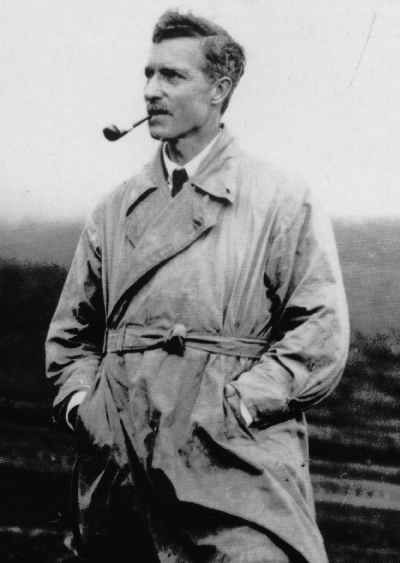
Richard Meinertzhagen (1878–1967)

- Meinerz, Quinn (* 1998), US-amerikanischer American-Football-Spieler
- Meinerzhagen, Wilhelm (1893–1974), deutscher Arzt und Politiker
- Meinetsberger, Andreas (* 1958), deutscher Tonregisseur

### Meinf
- Meinfried († 1127), slawischer Herrscher in Brandenburg an der Havel

### Meing
- Meingaßner, Franz (* 1955), österreichischer Musiker und Volksmusikforscher
- Meingast, Erika (1901–1972), österreichische Schauspielerin
- Meingast, Hubert M. (1911–1961), österreichisch-deutscher Ingenieur
- Meingast, Tibor (* 1959), deutscher Journalist
- Meingoth († 1219), Zisterzienserabt

### Meinh
- Meinhard († 1134), Bischof von Prag
- Meinhard I. († 1142), Graf von Görz, Pfalzgraf in Kärnten
- Meinhard II. († 1232), Graf von Görz und Vogt von Aquileja
- Meinhard II., Tiroler Fürst und Begründer Tirols als eigenständiges LandMeinhard II.

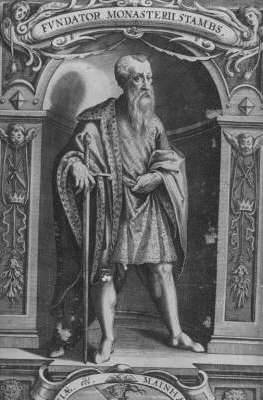
Meinhard II.

- Meinhard III. († 1258), Graf von Görz und Istrien (1220–1258) und Graf von Tirol (1253–1258) sowie Vogt von Aquileia, Trient, Brixen und Bozen
- Meinhard III. (1344–1363), Herzog von Oberbayern und Graf von Tirol
- Meinhard VI., Graf und Reichsfürst von Görz
- Meinhard von Bamberg († 1088), Domscholaster von Bamberg, Bischof von Würzburg
- Meinhard von Kranichfeld († 1253), Bischof von Halberstadt
- Meinhard von Neuhaus, Bischof von Trient
- Meinhard von Neuhaus (1398–1449), böhmischer Adliger, Oberstburggraf von Böhmen, Heerführer in den Hussitenkriegen
- Meinhard von Querfurt, Ritter des Deutschen Ordens und Landmeister von Preußen
- Meinhard von Segeberg († 1196), Bischof von Livland
- Meinhard, Carl (1875–1949), österreichischer Schauspieler
- Meinhard, Edith (1908–1968), deutsche Filmschauspielerin
- Meinhard, Elsabeth (1887–1937), deutsche Schriftstellerin
- Meinhard, Hannes (1937–2016), deutscher Bildhauer und Zeichner
- Meinhard, Heinrich (1804–1883), deutscher Webermeister und Politiker, MdL
- Meinhard-Jünger, Rudolf (1880–1942), österreichisch-deutscher Schauspieler und Regisseur
- Meinhard-Schiebel, Birgit (* 1946), österreichische Schauspielerin, Erwachsenenbildnerin, Sozialmanagerin und Politikerin
- Meinhardi, Andreas, deutscher Humanist
- Meinhardt, Birk (* 1959), deutscher Schriftsteller und vormals JournalistBirk Meinhardt (* 1959)

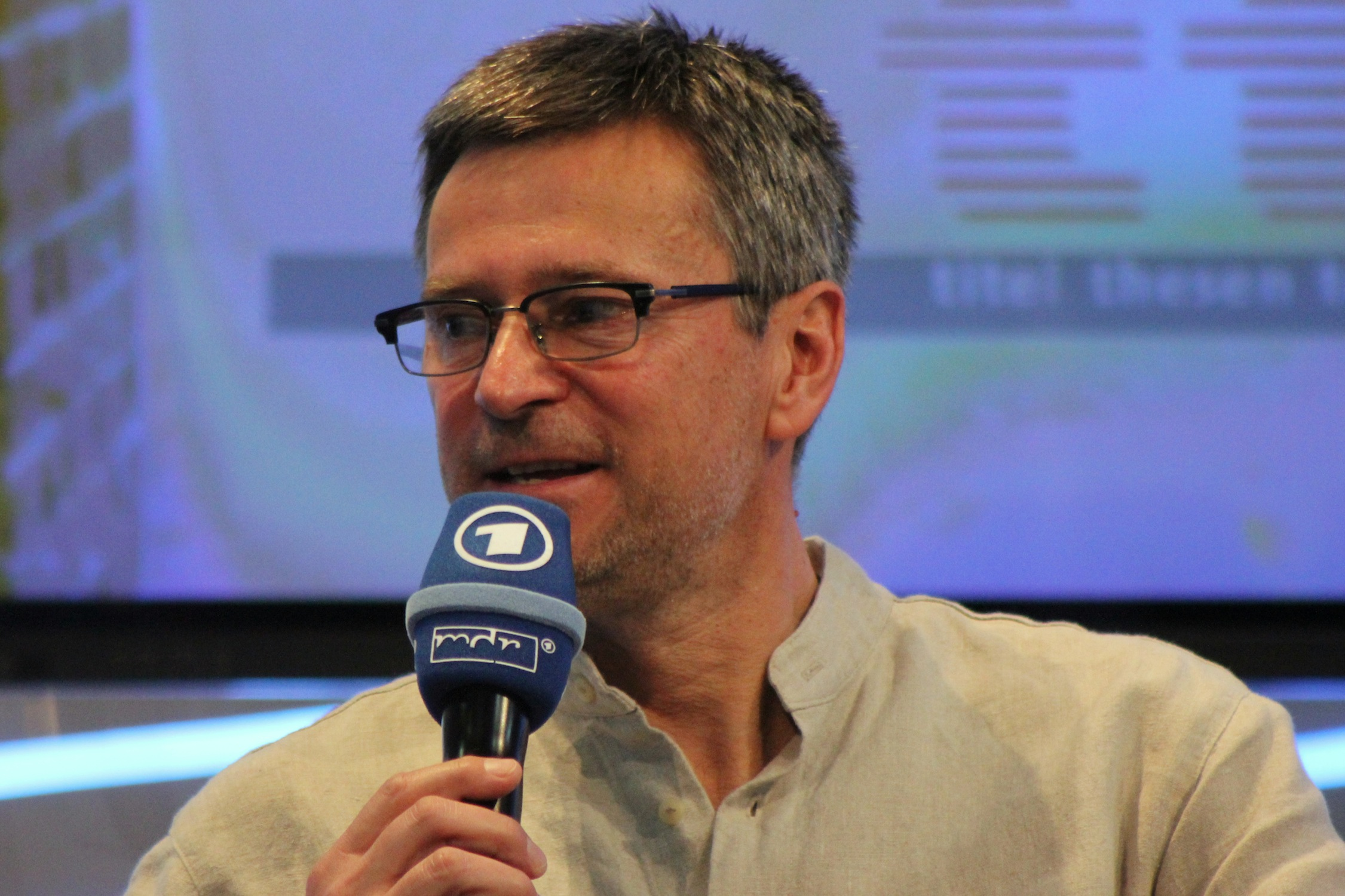
Birk Meinhardt (* 1959)

- Meinhardt, Cornelia (* 1951), deutsche Schauspielerin, Synchron- und Hörspielsprecherin sowie Synchronregisseurin und Synchronautorin
- Meinhardt, Frido (* 1926), deutscher Parteifunktionär (SED)
- Meinhardt, Fritz (1899–1943), deutscher Arbeiterfunktionär, Kommunist und antifaschistischer Widerstandskämpfer
- Meinhardt, Gerek (* 1990), US-amerikanischer Florettfechter
- Meinhardt, Gunnar (* 1958), deutscher Buchautor und Sportjournalist
- Meinhardt, Günther (1925–1999), deutscher Kulturhistoriker
- Meinhardt, Hans (1931–2012), deutscher Manager
- Meinhardt, Hans (1938–2016), deutscher Naturwissenschaftler
- Meinhardt, Heinrich (* 1936), deutscher Boxer
- Meinhardt, Helmut (1933–2018), deutscher Philosoph
- Meinhardt, Horst, deutscher Eisschnellläufer
- Meinhardt, Johannes (1922–2013), deutscher Jurist
- Meinhardt, Josef (* 1900), österreichischer Politiker (NSDAP), Landtagsabgeordneter
- Meinhardt, Karl (1885–1951), deutscher Architekt
- Meinhardt, Lilli (* 1991), deutsche Schauspielerin
- Meinhardt, Marcus (* 1975), deutscher Tech House-DJ und Musikproduzent
- Meinhardt, Matthias (* 1969), deutscher Historiker
- Meinhardt, Mirjam (* 1981), deutsche Fernsehmoderatorin und Journalistin
- Meinhardt, Patrick (* 1966), deutscher Politiker (FDP), MdB
- Meinhardt, Peter (* 1942), deutscher Schauspieler, Regisseur und SchauspiellehrerPeter Meinhardt (* 1942)

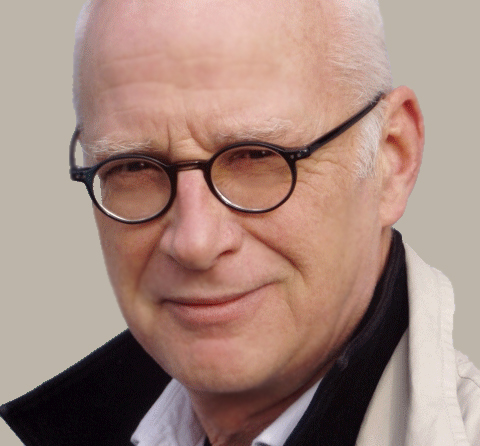
Peter Meinhardt (* 1942)

- Meinhardt, Rico (* 1976), deutscher American-Football-Spieler
- Meinhardt, Rolf (1941–2010), deutscher Pädagoge und Migrationsforscher
- Meinhardt, Sandy (* 1981), deutsche Politikerin (SPD)
- Meinhardt, Sven (* 1971), deutscher Hockeyspieler
- Meinhardt, Thomas (* 1953), deutscher Schauspieler
- Meinhardt, Thomas M. (1966–2023), deutscher Schauspieler, Sprecher und Dozent
- Meinhardt, Toni (* 1979), deutscher American-Football-Spieler
- Meinhardt, Ute (* 1939), deutsche Schauspielerin, Synchron- und Hörspielsprecherin
- Meinhardt, William (1872–1955), deutscher Jurist und Industrieller
- Meinhardt-Schönfeld, Marian (* 1970), deutscher Illustrator und Musiker
- Meinhart, Edith (* 1965), österreichische Journalistin
- Meinhart, Georg Friedrich (1651–1718), deutscher evangelischer Theologe
- Meinhart, Isabell (* 1994), deutsche Basketballspielerin
- Meinhart, Marianne (1920–1994), österreichische Rechtshistorikerin
- Meinhart, Raphael (* 1986), österreichischer Jazzmusiker (Vibraphon, Marimbaphon, Komposition)
- Meinhart, Tobias (* 1983), deutscher Jazzmusiker (Saxophon, Bandleader)Tobias Meinhart (* 1983)

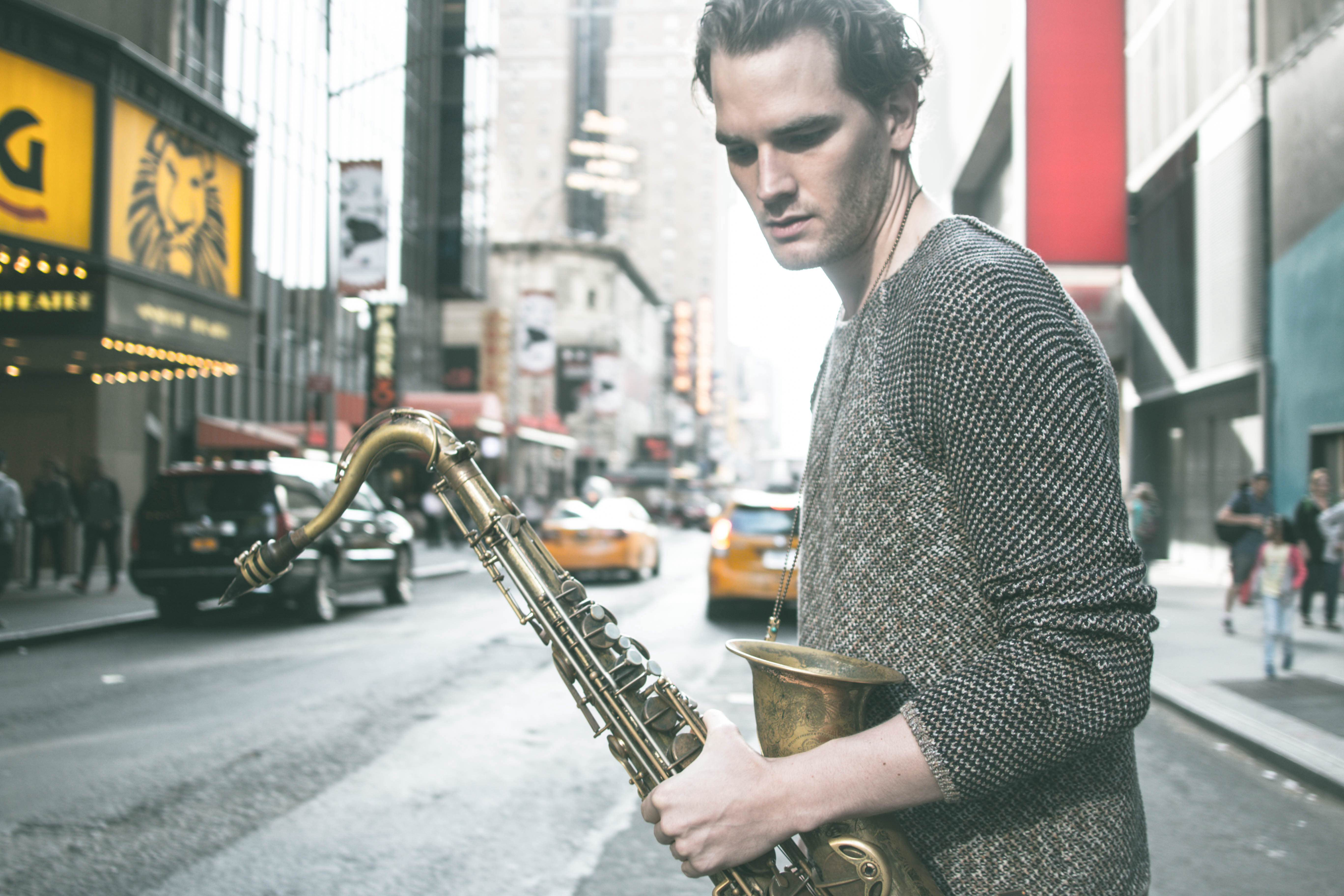
Tobias Meinhart (* 1983)

- Meinher von Neuenburg († 1280), deutscher Geistlicher, Bischof von Naumburg-Zeitz
- Meinherz, Pascal (* 1981), Schweizer Nordischer Kombinierer
- Meinhof, Carl (1857–1944), deutscher Afrikanist
- Meinhof, Friedrich (1800–1881), Pastor und Erweckungsprediger in Pommern
- Meinhof, Ingeborg (1909–1949), deutsche Kunsthistorikerin und Mutter Ulrike Meinhofs
- Meinhof, Johannes (1859–1947), deutscher evangelischer Geistlicher, Pfarrer und Superintendent
- Meinhof, Renate (* 1966), deutsche Journalistin und Buchautorin
- Meinhof, Ulrike (1934–1976), deutsche Journalistin und Terroristin, Mitbegründerin der Rote Armee FraktionUlrike Meinhof (1934–1976)

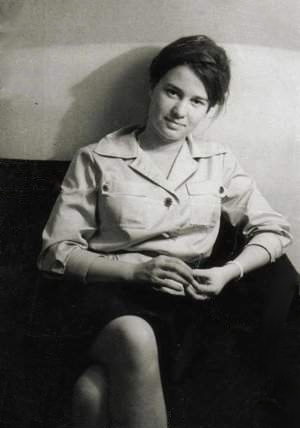
Ulrike Meinhof (1934–1976)

- Meinhof, Werner (1901–1940), deutscher Kunsthistoriker
- Meinhold, Arndt (1941–2025), deutscher evangelischer Theologe und Alttestamentler
- Meinhold, Arnulf (1899–1943), deutscher Schrittmacher
- Meinhold, Aurel (1829–1873), deutscher katholischer Priester und Schriftsteller
- Meinhold, Carl Christian (1740–1827), deutscher Hofbuchdrucker
- Meinhold, Christian Friedrich (1787–1854), deutscher Rittergutsbesitzer und Politiker, Abgeordneter des Sächsischen Landtags
- Meinhold, Emil (1878–1955), deutscher Radrennfahrer und Schrittmacher
- Meinhold, Emil Robert (1824–1880), deutscher Rittergutsbesitzer und Politiker, Abgeordneter des Sächsischen Landtags
- Meinhold, Erhard (1923–2013), deutscher Fußballspieler
- Meinhold, Erich (1908–2004), deutscher Arbeiterfotograf
- Meinhold, Gottfried (* 1936), deutscher Sprechwissenschaftler und Schriftsteller
- Meinhold, Günther (1889–1979), deutscher Generalmajor im Zweiten WeltkriegGünther Meinhold (1889–1979)

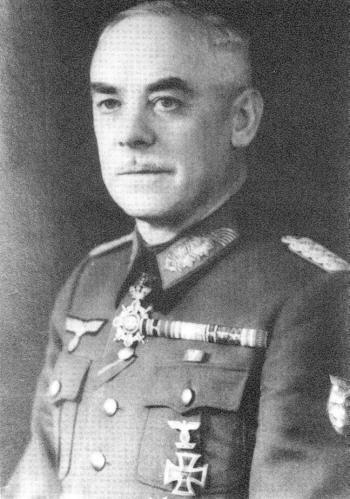
Günther Meinhold (1889–1979)

- Meinhold, Hans (1888–1968), deutscher Pastor und Schriftsteller
- Meinhold, Helmut (1914–1994), deutscher Wirtschaftswissenschaftler und Politologe
- Meinhold, Irmgard (1871–1953), deutsche Malerin
- Meinhold, Johannes (1861–1937), deutscher, evangelischer Theologe
- Meinhold, Karl (1813–1888), lutherischer Theologe, Dompfarrer und Superintendent in Cammin
- Meinhold, Marianne (1941–2021), deutsche Psychologin und Hochschullehrerin
- Meinhold, Niko (* 1975), deutscher Jazz- und Improvisationsmusiker (Piano, Komposition)
- Meinhold, Peter (1907–1981), deutscher evangelischer Theologe und Kirchenhistoriker
- Meinhold, Philip (* 1971), deutscher Schriftsteller und Journalist
- Meinhold, Rudolf (1911–1999), deutscher Geophysiker und Erdölgeologe
- Meinhold, Walter (* 1945), deutscher Politiker (SPD), MdL
- Meinhold, Wiebke (* 1977), deutsche Altorientalistin
- Meinhold, Wieland (* 1961), deutscher Organist
- Meinhold, Wilhelm (1797–1851), deutscher Schriftsteller und Theologe
- Meinhold, Wilhelm (1908–1981), deutscher Wirtschaftswissenschaftler und Agrarexperte
- Meinhold-Heerlein, Ivo (* 1969), deutscher Gynäkologe

### Meini
- Meini, Mario (* 1946), italienischer Geistlicher, römisch-katholischer Bischof von Fiesole
- Meinicke, Karl Eduard (1803–1876), deutscher Geograph
- Meinicke, Michael (* 1948), deutscher Schriftsteller und Journalist
- Meinicke, Otto (1900–1990), deutscher stellvertretender Lagerkommandant
- Meinicke, Peter von (1701–1775), preußischer Generalmajor und Chef des Dragoner-Regiments Nr. 3
- Meinicke, Uwe (* 1955), deutscher Boxer
- Meinicke, Wilhelm (1906–1982), deutscher Politiker (SPD), MdL
- Meinicke-Pusch, Max (1905–1994), deutscher Politiker (FDP, CDU), MdL
- Meinig, Arthur (1853–1904), deutsch-ungarischer Architekt
- Meinig, Heinrich Carl (1736–1812), deutsch-dänischer Diplomat und Gesandter der Hansestädte in Kopenhagen
- Meinig, Walther (1902–1987), deutscher Maler und Grafiker
- Meinike, Erich (1929–2018), deutscher Politiker (SPD, Die Linke), MdB
- Meinilä, Martti (1927–2005), finnischer Biathlet
- Meining, Harriet Maria (* 1967), deutsche Künstlerin und Theaterregisseurin
- Meining, Olaf (* 1965), deutscher Politiker (parteilos)
- Meining, Peter (* 1971), deutscher Künstler und Theaterregisseur
- Meining, Stefan (* 1964), deutscher Historiker, Journalist und Buchautor
- Meininger, Daniel (1876–1964), deutscher Verleger und Förderer des Pfalzweins
- Meininger, Heinz (1902–1983), deutscher Aktivist
- Meininger, Karlheinz (* 1953), deutscher Fußballspieler
- Meininger, Mikos (* 1963), deutscher bildender Künstler
- Meininger, Ridi (1866–1915), deutsche Operettensängerin
- Meininghaus, Alfred (1926–2013), deutscher Politiker (SPD), MdB
- Meininghaus, Jan (* 1973), deutscher Grafiker

### Meink
- Meinke, Friederike (* 1993), deutsche Opern- und Operettensängerin in der Stimmlage Sopran
- Meinke, Gerrit (* 1967), deutscher Fußballspieler
- Meinke, Hanns (1884–1974), deutscher Dichter und Volksschullehrer
- Meinke, Hans Heinrich (1911–1980), deutscher Elektrotechniker
- Meinke, Jochenfritz (1930–2022), deutscher Fußballspieler
- Meinke, Katrin (* 1979), deutsche Bahnradsportlerin
- Meinke, Nina (* 1993), deutsche Boxerin
- Meinke, Peter (1939–2017), deutscher Ingenieur und Hochschullehrer
- Meinken, Hermann (1896–1976), deutscher Aquarianer und Amateur-Ichthyologe

### Meinl
- Meinl, Franz (1807–1888), böhmisch-österreichischer Orgelbauer
- Meinl, Fridolin (* 1982), österreichischer Schauspieler
- Meinl, Gerhard A. (* 1957), deutscher Unternehmer und Kommunalpolitiker
- Meinl, Julius (1824–1914), österreichischer Unternehmer
- Meinl, Julius (1869–1944), österreichischer UnternehmerJulius Meinl II. (1869–1944)

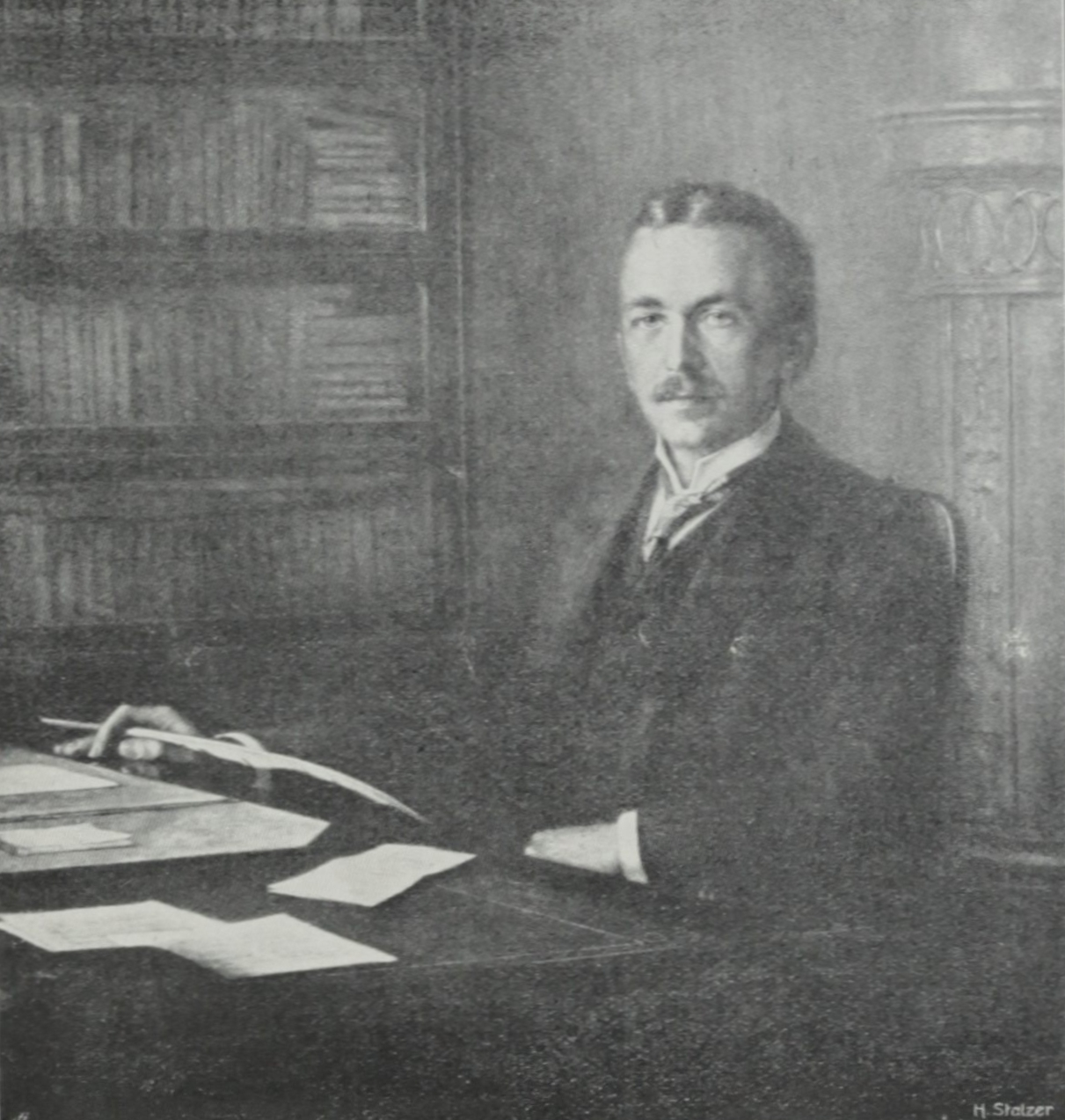
Julius Meinl II. (1869–1944)

- Meinl, Julius (1903–1991), österreichischer Unternehmer
- Meinl, Julius IV. (1930–2008), österreichischer Unternehmer
- Meinl, Julius V. (* 1959), britisch-österreichischer Bankier
- Meinl, Michael (* 1964), deutscher Offizier, Brigadegeneral des Heeres der Bundeswehr
- Meinl, Roland (1929–2007), deutscher Unternehmer und Gründer der Roland Meinl Musikinstrumente GmbH & Co. KG
- Meinl, Rudolf (1934–2024), deutscher Politiker (CDU), MdB
- Meinl, Susanne (* 1964), deutsche Historikerin
- Meinl-Reisinger, Beate (* 1978), österreichische Politikerin (NEOS), Abgeordnete zum NationalratBeate Meinl-Reisinger (* 1978)

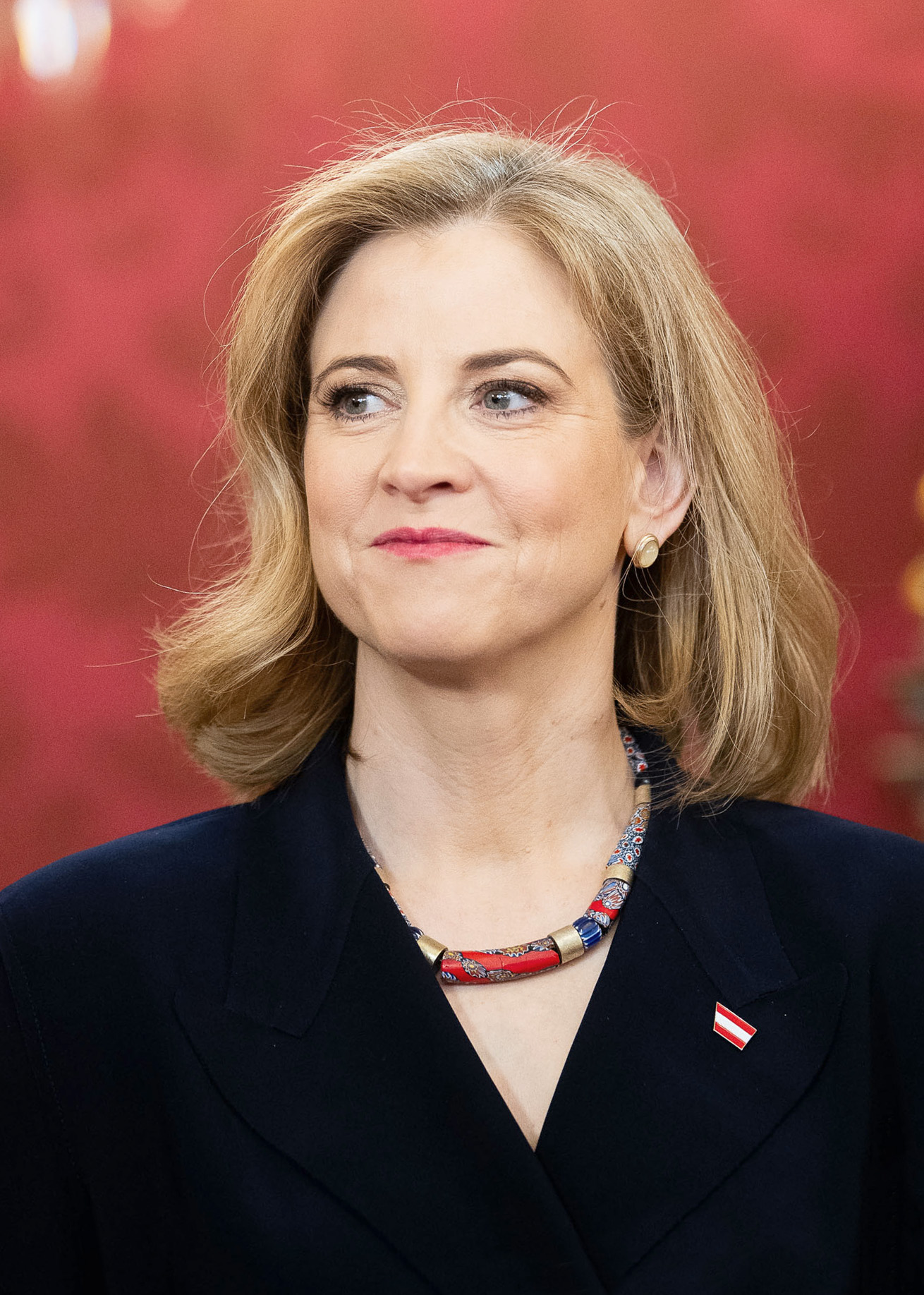
Beate Meinl-Reisinger (* 1978)

- Meinloh von Sevelingen, deutscher Minnesänger

### Meino
- Meinolf († 857), Heiliger, Gründer des Klosters Böddeken
- Meinong, Alexius (1853–1920), österreichischer Philosoph und Psychologe
- Meinow, Franz (1910–1947), bayerischer Bürgermeister und Landrat

### Meinr
- Meinrad I. (1605–1681), Fürst von Hohenzollern-Sigmaringen (1638–1681)
- Meinrad II. (1673–1715), Fürst von Hohenzollern-Sigmaringen (1689–1715)
- Meinrad von Einsiedeln († 861), Eremit, auf den die Gründung des Klosters Einsiedeln zurückgeht
- Meinrad, Josef (1913–1996), österreichischer Film- und Kammerschauspieler
- Meinrenken, Eckhard, deutsch-kanadischer Mathematiker

### Meins
- Meins, Gerlef (* 1970), deutscher Schachspieler
- Meins, Gus (1893–1940), US-amerikanischer Filmregisseur deutscher Abstammung
- Meins, Holger (1941–1974), deutscher Terrorist der Rote Armee Fraktion (RAF)
- Meins, Wolfgang (* 1950), deutscher Hochschullehrer, Neuropsychologe, Psychiater und Neurologe
- Meinsen, Manfred (1938–2025), deutscher Politiker (Die Grünen), MdL
- Meinseth, Even (* 1996), norwegischer Sprinter
- Meinshausen, Hans (1889–1948), deutscher Politiker (NSDAP), MdR
- Meinshausen, Malte, deutscher Umweltwissenschaftler, Klimaforscher und Hochschullehrer
- Meinstrup, Anne († 1535), Oberhofmeisterin bei drei dänischen Königinnen

### Meint
- Meintel, Johann Nepomuk (1816–1872), deutscher Bildschnitzer und Maler
- Meintel, Paul (1884–1950), Kunsthistoriker
- Meintjes, Johannes (1923–1980), südafrikanischer Künstler, Schriftsteller und Maler
- Meintjes, Laurens Smitz (1868–1941), südafrikanischer Radsportler
- Meintjes, Louis (* 1992), südafrikanischer RadrennfahrerLouis Meintjes (* 1992)

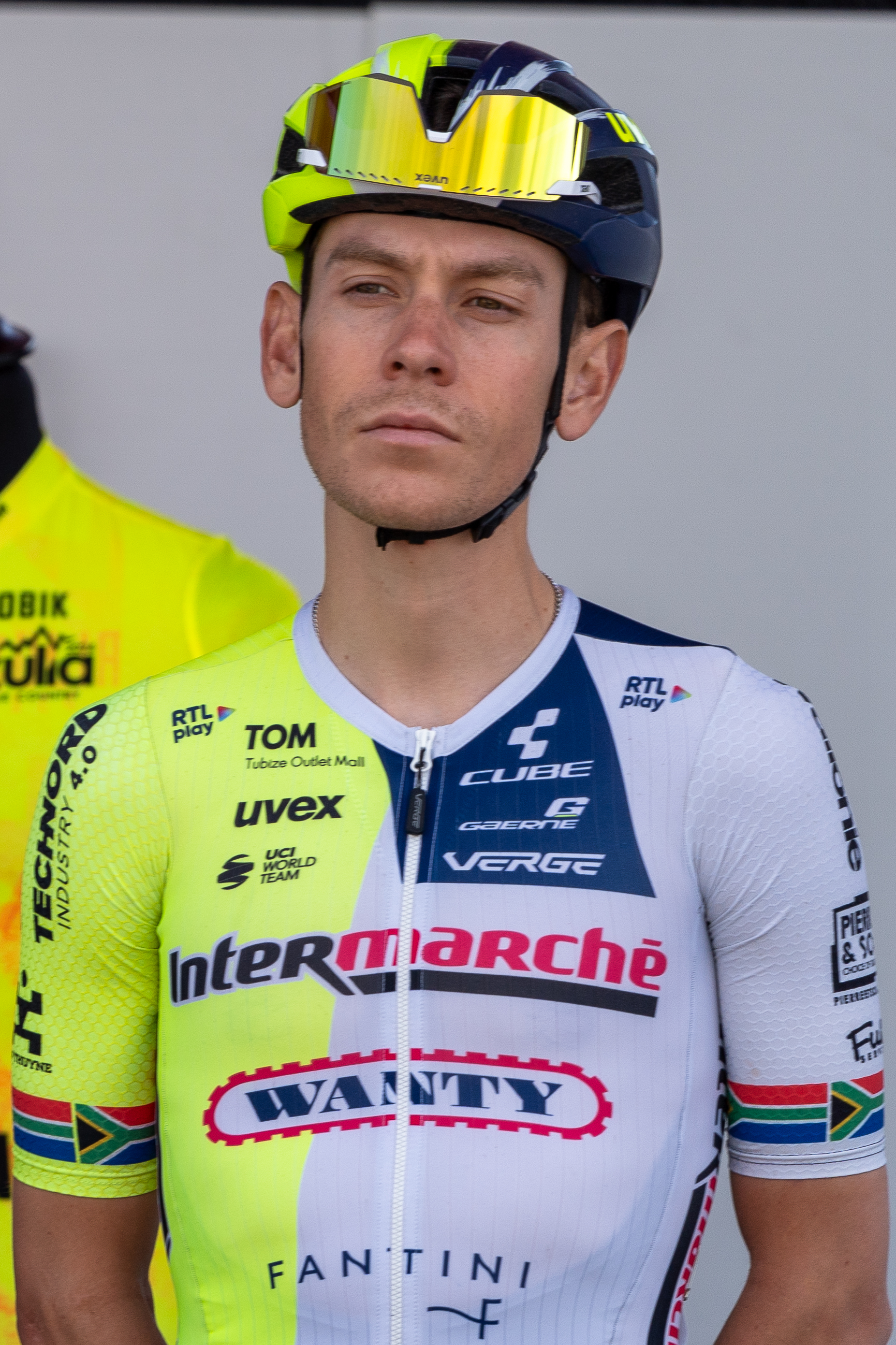
Louis Meintjes (* 1992)

- Meintjies, Louise (* 1973), südafrikanische Leichtathletin
- Meintz, Carlo (1933–2018), luxemburgischer Politiker und Lehrer
- Meintz, Claude (1944–2014), luxemburgischer Archivar und Konservator (Archives Nationales Luxembourg)

### Meinu
- Meinunger, Bernd (* 1944), deutscher Liedtexter
- Meinunger, Ludwig (1936–2018), deutscher Astrophysiker, Astronom und Botaniker

### Meinv
- Meinvielle, Jorge Arturo (1931–2003), argentinischer Ordensgeistlicher, Bischof von San Justo
- Meinvielle, Julio (1905–1973), katholischer Priester und argentinischer Schriftsteller

### Meinw
- Meinwald, Jerrold (1927–2018), US-amerikanischer Chemiker
- Meinwerk († 1036), Bischof von PaderbornMeinwerk († 1036)

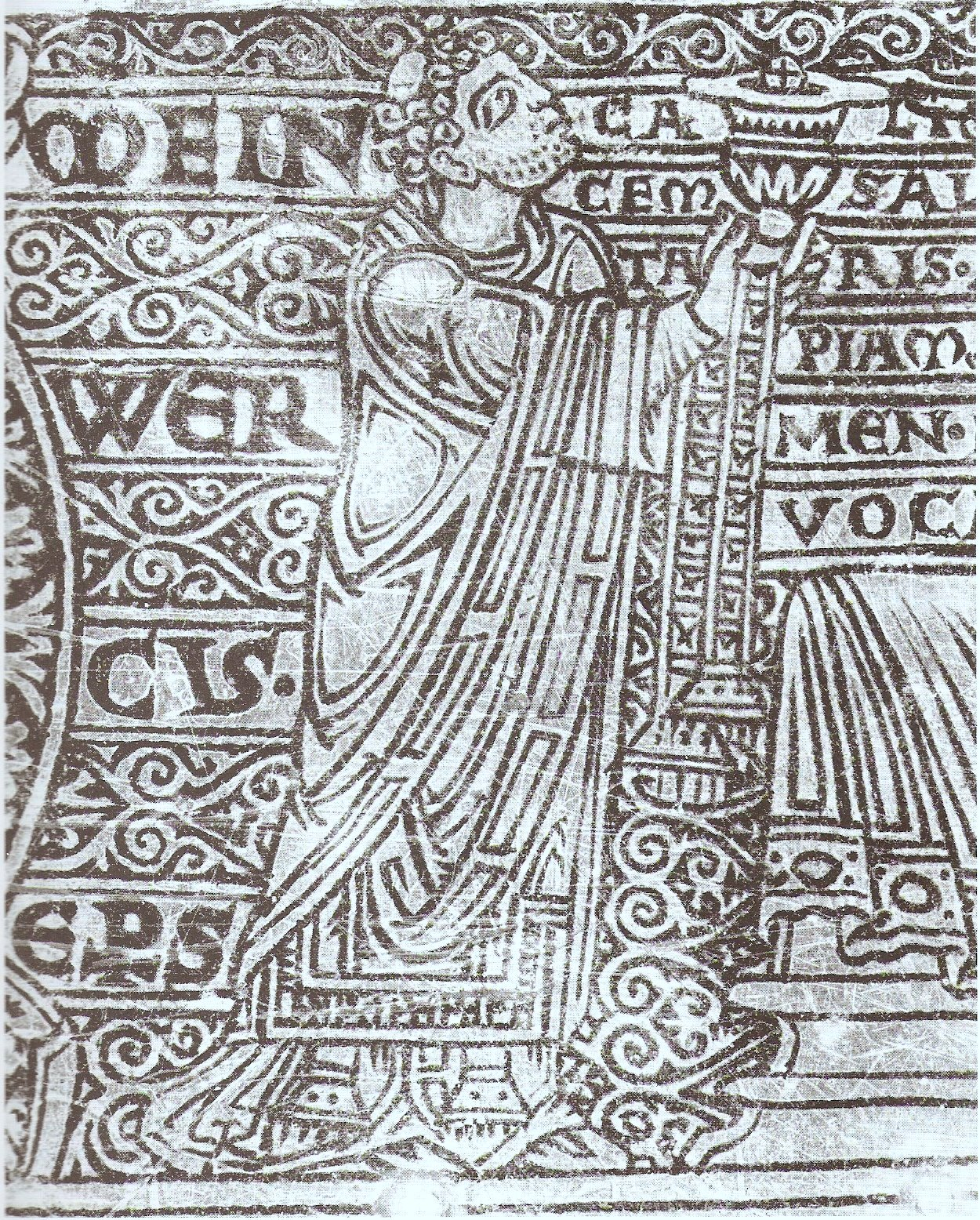
Meinwerk († 1036)

### Meinz
- Meinz, Manfred (1931–2007), deutscher Kunsthistoriker
- Meinzenbach, Marie (* 1994), deutsche Schauspielerin
- Meinzer, Boris (* 1973), deutscher Comedian
- Meinzer, Dirk (* 1972), deutscher Künstler
- Meinzer, Hans-Peter (1948–2023), deutscher Physiker und Informatiker
- Meinzer, Oscar Edward (1876–1948), US-amerikanischer Hydrologe
- Meinzolt, Friedrich (1886–1984), deutscher Jurist
- Meinzolt, Hans (1887–1967), deutscher Politiker